# Gneo Cornelio Lentulo Getulico (console 55)
Gneo Cornelio Lentulo Getulico (in latino: Gnaeus Cornelius Lentulus Gaetulicus; 23 circa – dopo il 55) è stato un magistrato e senatore romano, console dell'Impero romano.

## Biografia
Membro dell'illustre famiglia patrizia repubblicana dei Cornelii Lentuli, Getulico era figlio di Gneo Cornelio Lentulo Getulico, figlio del console ordinario dell'1 a.C. e grande amico di Tiberio Cosso Cornelio Lentulo (che ricevette il cognomen ex virtute di Getulico per le sue vittorie contro i Getuli), console ordinario nel 26 e poi legatus Augusti pro praetore di Germania superiore fino al 39 (anno in cui fu ucciso da Caligola come cospiratore insieme a Marco Emilio Lepido), e di Apronia Cesia o Cesiana, figlia del console suffetto dell'8 Lucio Apronio. Zii paterni di Getulico erano Cosso Cornelio Lentulo, console ordinario nel 25, e Cornelia, moglie di Gaio Calvisio Sabino console ordinario nel 26 come collega del padre; zii materni erano invece Lucio Apronio Cesiano, console ordinario nel 39, e Apronia, moglie del pretore del 24 Marco Plauzio Silvano (figlio del console ordinario del 2 a.C. e amico di Augusto, Marco Plauzio Silvano, e di Urgulania, amica di Livia, e fratello di Publio Plauzio Pulcro, comes di Druso Cesare e genero del console suffetto del 17 Gaio Vibio Marso, e di Plauzia Urgulanilla, prima moglie di Claudio); è incerto se esistesse anche un'altra zia, Apronia, forse moglie del console suffetto del 18 Marco Vipstano Gallo e madre del console ordinario del 59 Gaio Vipstano Aproniano. Fratelli di Getulico erano Cosso Cornelio Lentulo Getulico (padre di Cornelia, scelta come Vestale nel 62), Cornelia Cesia o Cesiana (promessa in sposa al figlio del potente prefetto del pretorio Seiano), e forse Decimo Giunio Silano Getulico, che, adottato evidentemente dal Decimo Giunio Silano esiliato da Augusto e richiamato da Tiberio nel 20, padre di Lucio Giunio Silano console suffetto del 26 (è stato altrimenti proposto che Decimo Giunio Silano possa aver sposato una sorella di Getulico, che quindi sarebbe zio di Silano Getulico), sposò un'illustre Lutazia da cui ebbe Marco Giunio Silano Lutazio Catulo.
Non molto è noto della carriera politica di Getulico: l'unico incarico noto lo vede al vertice dello stato romano, in qualità di console suffetto per l'ultimo bimestre del 55, primo anno del principato di Nerone, insieme all'homo novus Tito Curtilio Mancia. La nomina di Getulico è stata vista come segno della volontà neroniana di instaurare buone relazioni con l’ordine senatorio e in particolare con l’aristocrazia patrizia di antica o più recente origine, e soprattutto con chi potesse avere motivi di risentimento con la dinastia.
Dopo il consolato, Getulico scompare dalla storia.